# بلانکنرات
بلانکنرات (به آلمانی: Blankenrath) یک شهر در آلمان است که در کوخم-تسل واقع شده‌است. بلانکنرات ۱٬۷۴۳ نفر جمعیت دارد.